# Carlo Romano

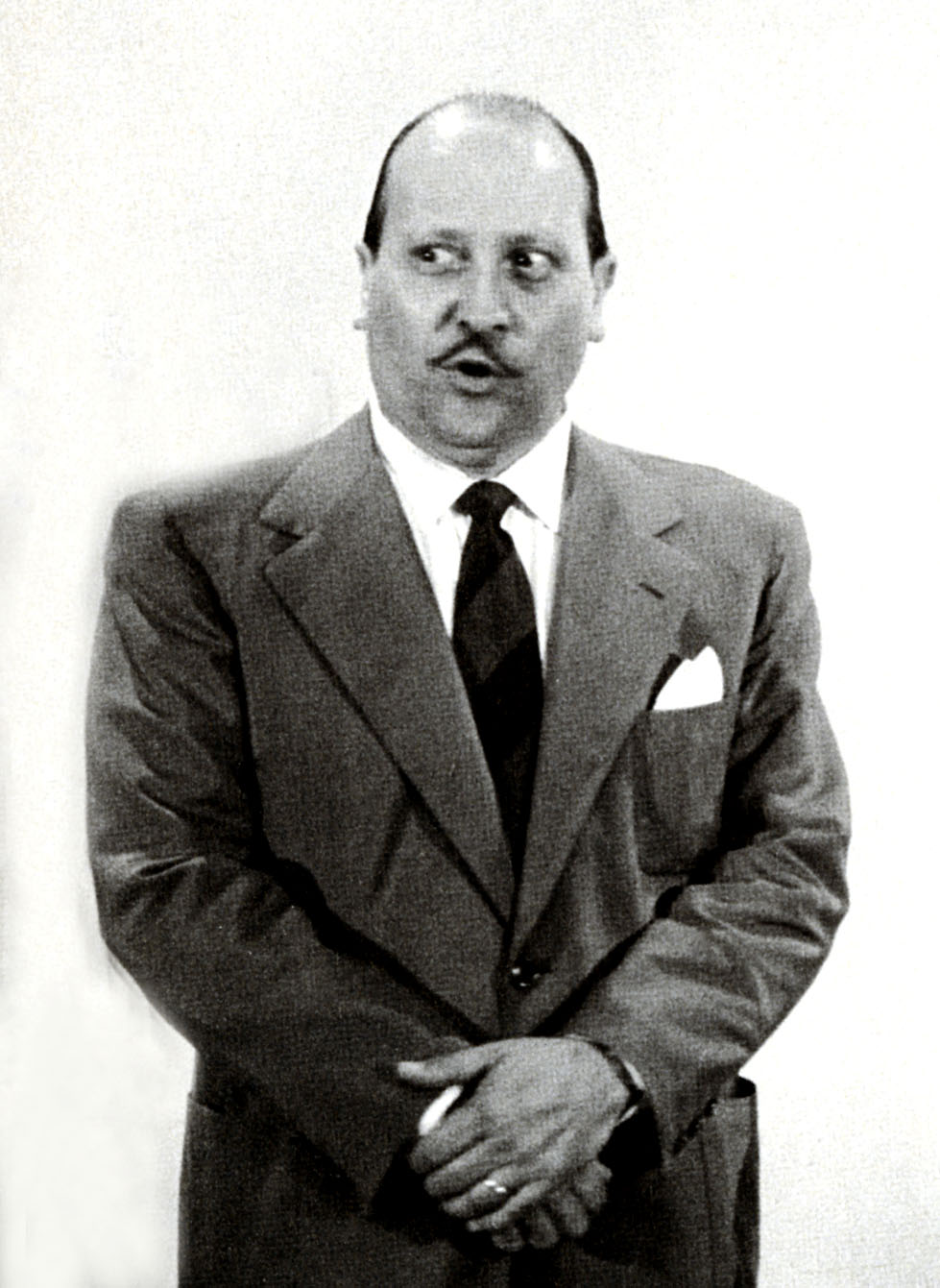
Carlo Romano (1961)

Carlo Romano (* 8. Mai 1908 in Livorno; † 16. Oktober 1975 in Rom) war ein italienischer Schauspieler, Synchronsprecher und Drehbuchautor.

## Leben
Romano wuchs als Sohn des Schauspielerehepaares Giuseppe Ricci und Geltraude (die sich für ihre Auftritte Dina Romano nannte) im Theaterumfeld auf. Bereits – wie sein Bruder Felice – als Kind auf der Bühne, schloss er sich nach der Schulzeit verschiedenen Ensembles an, darunter La Benelliana und denen der Stars Dina Galli und Paola Borboni, wobei er immer als Charakter- und Nebendarsteller beschäftigt wurde. Als solcher war er auch in umfangreicher Form beim Film tätig; bis zum Ende des Zweiten Weltkrieges hatte er bereits rund fünfzig Filme gedreht. Auch danach war er bis Mitte der 1950er Jahre vielbeschäftigt; einige Drehbücher und Originalgeschichten kamen dazu. In noch mehr Kinowerken war er zu hören, da er einer der beliebtesten Synchronsprecher Italiens war; so für Ernest Borgnine, Marlon Brando, Fred Astaire, Jerry Lewis, Edward Andrews und John Mills. Neben recht wenigen Fernseharbeiten ist seine Tätigkeit für das Radio und als Sprecher von Dokumentationen und Reportagen zu nennen.

## Filmografie (Auswahl)
- 1934: L’avvocato difensore
- 1942: Sieben Jahre Glück
- 1942: Lüge einer Sommernacht (Quattro passi fra le nuvole)
- 1950: Der Göttergatte (Prima comunione)
- 1952: Il bandolero stanco
- 1953: Ein Sonntag in Rom (La domenica della buona gente)
- 1960: Messalina (Messalina Venere imperatrice)
- 1969: Indovina chi viene a merenda?